# Швецов, Михаил Николаевич
Михаи́л Никола́евич Швецо́в — российский учёный, государственный и общественный деятель, ректор Марийского государственного университета с 2014 года, председатель Совета ректоров образовательных организаций Республики Марий Эл. Доктор экономических наук, кандидат педагогических наук, профессор.

## Биография
Родился 1 марта 1979 года в Йошкар-Оле, отец — доктор педагогических наук Николай Михайлович Швецов, мать — Галина Николаевна Швецова, занимала пост министра образования и науки Республики Марий Эл с 2001 по 2017 год.
Имеет два высших профессиональных образования: по специальностям «Менеджмент» (2000) и «Юриспруденция» (2006), также прошёл обучение по программе МВА в Академии народного хозяйства при Правительстве РФ (2009). Обучался в Кингстонской школе бизнеса по программе «Стратегическое управление для топ-менеджеров» («International Senior Executive Strategic Master’s»), проходил обучение-стажировку в Калифорнийском государственном университете (Фуллертон, США) и Шанхайском университете финансов и экономики (Китай), повышение квалификации по программам: «Управление персоналом образовательного учреждения», «Методология управления проектами», «Международные аспекты финансового менеджмента», «Противодействие коррупции в органах государственного и муниципального управления», «Разработка содержания профессионального образования, повышение его качества в неразрывной связи с наукой». Автор более 80 опубликованных научных работ, в том числе учебных и учебно-методических пособий, монографий.
В 2003 году защитил кандидатскую диссертацию «Педагогические условия эффективного управления негосударственной образовательной организацией». 16 октября 2009 года защитил докторскую диссертацию «Методология учётно-аналитического обеспечения системы менеджмента качества образования»; по данным сетевого сообщества «Диссернет», в работе имеются недобросовестные заимствования из диссертации ректора МГОУ им. В. С. Черномырдина Э. О. Цатуряна. В марте 2013 года назначен исполняющим обязанности ректора ФГБОУ ВПО «Марийский государственный университет». В мае 2014 года приказом Министра образования и науки РФ утверждён в должности ректора МарГУ. Профессор кафедры управления малым и средним бизнесом МарГУ.

### Занимаемые должности
- председатель Совета ректоров образовательных организаций Республики Марий Эл;
- депутат Государственного собрания Марий Эл VII созыва от Марийского регионального отделения Всероссийской политической партии «Единая Россия», председатель Комитета по здравоохранению, культуре и спорту;
- член Президиума Государственного Собрания Республики Марий Эл;
- член-корреспондент Международной академии наук педагогического образования (МАНПО);
- член Ассоциации юристов России;
- член общественного совета при МВД по РМЭ (исключён из общественного совета приказом МВД по РМЭ N 398 от 13.08.2024)

## Санкции
6 марта 2022 года после вторжения России на Украину подписал письмо в поддержу российской агрессии. С 9 июня 2022 года находится под персональными санкциями Украины за поддержку войны. Также был внесён ФБК в список коррупционеров и разжигателей войны за поддержку нападения на Украину, 16 марта 2022 года форумом свободной России внесён в «Список Путина» и доклад «поджигателей войны» с предложением введения против него международных санкций.